# Sjundeå Allmogeförening
Sjundeå Allmogeförening var en finländsk ungdomsförening grundad den 4 oktober 1896. Föreningen, som var svenskspråkig, verkade i Sjundeå, Nyland. Sjundeå Allmogeförening var den första ungdomsföreningen i Sjundeå och länge också den enda. Sjundeå allmogeförening upplöstes den 3 april 1938.

## Historia och verksamhet
Sjundeå Allmogeförening bildades i Sjundeå i samband med Fredriksbergs folkskolas 25-årsjubileum. Det konstituerande mötet ägde rum den 3 oktober 1896. Föreningens första ordförande var August Perklén. Under sitt första verksamhetsår räknade den 150 medlemmar tillhörande alla samhällslager i Sjundeå socken.
Allmogeföreningen arbetade för att upprätthålla bibliotek och underhålla en redan tidigare existerande minde hornorkester. Föreningen tog också upp djurskyddsarbetet på föreningsprogrammet. Man underhöll verksamheten med inkomster från lotterier och små fester. På Allmogeföreningens initiativ beviljade Sjundeå kommun år 1898 300 mark till biblioteket. Föreningen spred också många tidningar i Sjundeå och år 1900 anslog man till och med 50 mark för prenumeration av tidningar åt medellösa.
Från år 1905 publicerade Sjundeå Allmogeförening sin egen handskrivna tidning Hummelpåsen, uppkallad efter Sjundeåbornas gamla vedernamn.
Efter år 1910 hade föreningens verksamhet småningom somnat bort. Detta år omtalas ännu bara en läsecirkel. I Sjundeå sockens olika delar hade man grundat nya föreningar som arbetade i Sjundeå Allmogeförenings anda. År 1934 beslöt man officiellt att upplösa föreningen och beslutet bekräftades därefter vid ett nytt möte den 3 april 1938. Av föreningens medel anslogs 500 mark till underhåll av kommunalrådet Johannes Klockars gravvård i Malax, 2 000 mark till Sjundeå skyddskårs hornkapell och resten, alltså 6 403 mark, till Hembygdens Vänner i Sjundeå historiefond.

### Åvalla
Redan år 1899 diskuterade man uppförande av en egen samlingslokal. 1905 beslöt man småningom att hopbringa medel till en byggnadsfond. 1906 skänkte Gustaf Flytström, hemmansägaren på Bollstads Pellas, en tomt åt Sjundeå Allmogeförening. Under två följande år anskaffande föreningen ritningar och förberedde arbeten för bygget. Redan hade grunden lagts till byggnaden då de tidigare planerna helt plötsligt bortkastades och år 1909 beslöt man att köpa den så kallade Brobacka villan i Sjundeå kyrkby med 9 000 marks stöd från Svidja slotts ägare, baronen August Wrede af Elimä. Husets namn bytes till Åvalla och Sjundeå Allmogeförening höll mötena där fram till år 1918 när föreningen sålde huset till Sjundeå kommun som ett kommunalkansli.

## Orföranden
Lista över Sjundeå Allmogeförenings ordföranden:
- August Perklén 1896-1902
- Frans Salovius 1904
- Ivar Wahlbeck 1904-1905
- Max Haneman 1905-1908
- Alex. Stenholm 1908-